# کندرود (قم)
کندرود، روستایی است از توابع بخش خلجستان شهرستان قم در استان قم ایران.

## جمعیت
این روستا در دهستان دستجرد (قم) قرار دارد و براساس سرشماری مرکز آمار ایران در سال ۱۳۸۵، جمعیت آن ۱۸۹ نفر (۷۲خانوار) بوده‌است.